# 洞穴形成作用
洞穴形成作用（英語：Speleogenesis）是主要的形成作用導致洞穴的起源和發展，是決定喀斯特地形水文地質基本特徵，並控制其演化的過程。 這個过程主要由於水中二氧化碳所造成的碳酸，而溶解石灰岩中的碳酸鈣的作用。

### 石灰石
大多數石灰岩洞穴是通過雨水流入岩石裂縫，溶解碳酸鈣而造成的，
若水含飽和二氧化碳，碳酸鈣反應形成可溶性碳酸鹽鈣。
CaCO3 + CO2 + H2O → Ca(HCO3)2
當雨水通過大氣層時，它們會溶解二氧化碳，形成稀碳酸溶液，該溶液在能滲透並積聚在石灰岩中的裂縫，層面，節理面和斷層中。 然後，被水接觸的石灰岩反應成為碳酸輕鈣，溶於水中，並從斷層中移除。
潛水通道（Phreatic）在完全充滿水的條件下形成，其天花板和牆壁可能像地板一樣容易被侵蝕。潛水通道的形狀通常是沿著裂隙的橢圓形，而更圓形的形狀通常表示水流動較快，有深袋的通常表示水流動較慢。
包气带通道的通常在俱有水和氣界面的地方形成，並且是具有類似地表河流的峽谷狀通道。若洞穴中有峽谷存，代表地下水位曾降低過。